# Vellescot
Vellescot là một xã của tỉnh Territoire de Belfort, thuộc vùng Bourgogne-Franche-Comté, đông bắc Pháp.
Xã chủ yếu là nông nghiệp, được bao quanh bởi rừng và ao hồ, có sự hình thành được hỗ trợ bởi đất sét không thấm nước.